# Vicks VapoRub
Vicks VapoRub és un ungüent tòpic mentolat, que forma part de la marca Vicks de medicaments sense recepta propietat de l'empresa americana de béns de consum Procter & Gamble. VapoRub està pensat per al seu ús al pit, l'esquena i la gola per a la supressió de la tos o als músculs i les articulacions per a molèsties i dolors menors. Els usuaris de VapoRub solen aplicar-lo immediatament abans de dormir.
VapoRub es va vendre per primera vegada el 1905 i va ser fabricat originalment per l'empresa familiar Richardson-Vicks, Inc., amb seu a Greensboro (Carolina del Nord). Richardson-Vicks es va vendre a Procter & Gamble el 1985 i ara es coneix com a Vicks. VapoRub també es fabrica i s’envasa a l’Índia i Mèxic. Als països de parla alemanya (a part de Suïssa), es ven amb el nom de Wick VapoRub per evitar un error de marca, ja que "Vicks" quan es pronuncia en alemany semblaria similar a la paraula vulgar fick. VapoRub continua sent el producte estrella de Vicks a escala internacional i el nom de la marca Vicks s’utilitza sovint de manera sinònima amb el producte VapoRub.

## Història
Segons McGill professor Universitari Joe Schwarcz, el producte va ser formulat per Jules Bengue, un farmacèutic francès, qui va crear Ben-Gay, un tractament mentolat per l'artritis, poagre i neuràlgia. Lunsford Richardson, un farmacèutic de Selma, Carolina del Nord, va vendre Ben-Gai i començà a escoltar els seus clients que li explicaven que aquest producte netejaven els seus conductes nasals. Llavors va mesclar mentol amb gelea de petroli, i ho anomenà Richardson's Croup and Pneumonia Cure Salve, més tard canviant el nom a Vicks VapoRub. El nom final provenia del germà de Richardson, Joshua Vick, un físic a qui Richardson havia arranjat l'accés al laboratori per crear el producte. Richardson va començar vendre'l el 1905. L'any 2019, Vicks reintroduiria el VapoCream, una versió en crema de VapoRub - que havia estat anteriorment interrompuda la seva venda a inicis de l'any 2000.
El producte és una cultural molt famosa a l'entorn hispànic i llatinoamericà.

## Ús

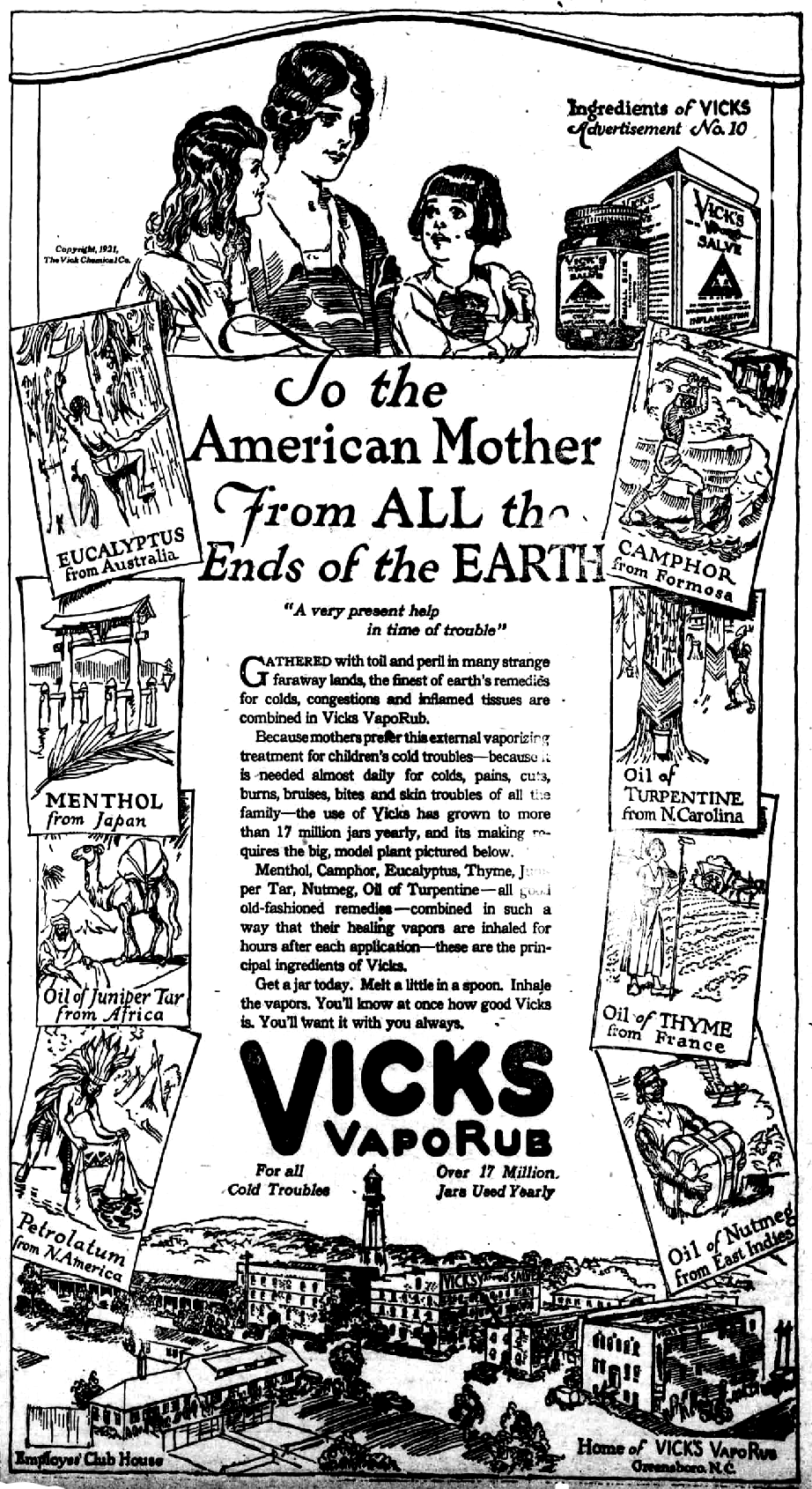
Anunci de Vaporub el 1922, mostrant els ingredients internacionals i la fàbrica

VapoRub pot ser inhalat amb vapor calent, com qualsevol producte oliós destinat a aconseguir millorar la circulació d'aire cap als pulmons.
En estudis preclínics amb animals, l'aplicació de Vicks VapoRub directament a les tràquees de fures va provocar un augment de la producció de moc en comparació amb un lubricant a base d'aigua.
Un estudi de Penn State va demostrar que Vicks VapoRub era més eficaç que el fregament de petroli amb placebo per ajudar contra la tos i congestió pel que fa a dormir a nens i adults. No obstant això, l'estudi també va demostrar que, a diferència del placebo amb fregament de petroli, Vicks VapoRub es va associar amb sensacions de cremor a la pell (28%), el nas (14%) i els ulls (16%), amb un 5% dels participants en l'estudi que van informar de vermellor i erupció cutània quan s’utilitzava el producte. El primer autor de l'estudi era un consultor remunerat de Procter & Gamble, creador de VapoRub.
Un estudi realitzat el 1994 suggerí que el mentol i la càmfora eren supressors eficaços de la tos per als conillets d’Índies. Es suggerí que l'oli de timol podia reduir o curar l'onicomicosi (fong de les ungles), tot i que la mateixa font esmentà que "no s'han dut a terme estudis humans per comprovar si el timol és un tractament durador i eficaç".

## Ingredients
Els ingredients, tal com s’enumeren a les etiquetes dels productes més antics, són: càmfora, mentol, aiguardents de trementina, oli d’eucaliptus, fusta de cedre, nou moscada i timol, tot "en una fórmula de Vick especialment equilibrada".

### Estats Units
Ingredients actius: L’etiqueta diu: Ingredients actius (finalitat)
Regular:
| Ingredient          | %    | Propòsit                              |
| ------------------- | ---- | ------------------------------------- |
| Càmfora (sintètica) | 4,8% | Supressor de la tos i analgèsic tòpic |
| Oli d’eucaliptus    | 1,2% | Supressor de la tos                   |
| Mentol              | 2,6% | Supressor de la tos i analgèsic tòpic |

Llimona:
| Ingredient          | %    | Propòsit                              |
| ------------------- | ---- | ------------------------------------- |
| Càmfora (sintètica) | 4,7% | Supressor de la tos i analgèsic tòpic |
| Oli d’eucaliptus    | 1,2% | Supressor de la tos                   |
| Mentol              | 2,6% | Supressor de la tos i analgèsic tòpic |

Ingredients inactius
Regular i Llimona:
- oli de fulla de cedre
- oli de nou moscada
- petrolatum
- timol
- oli de trementina

Llimona:
- fragància de llimona

### Índia
A l’Índia, Vicks VapoRub és fabricat per Procter & Gamble (P&G). La formulació és gairebé la mateixa que l’anterior. P&G afirma que Vicks Vaporub és un medicament ayurvèdic, tal com s’indica al paquet. Els ingredients (per cada 100 g de producte) s’indiquen de la següent manera:
| Ingredient       | En català          | Quantitat |
| ---------------- | ------------------ | --------- |
| Pudinah ke phool | Mentol             | 2,82 g    |
| Karpoor          | Càmfora            | 5,25 g    |
| Ajowan ke phool  | Timol              | 0,10 g    |
| Tarpin ka tel    | Oli de trementina  | 5,57 ml   |
| Nilgiri tel      | Eucaliptol         | 1,49 ml   |
| Jatiphal tel     | Oli de nou moscada | 0,54 ml   |
| Ungüent base qs  |                    |           |